# Crângu (Teleorman)
Crângu es una comuna ubicada en el distrito de Teleorman, Rumania.

## Superficie
Posee una superficie de 35,80 kilómetros cuadrados.

## Demografía
Hasta 2021 la población era de 1366 habitantes, con una densidad de población de 38,16 habitantes por kilómetro cuadrado.